# Алекс Джонсон
Александра «Алекс» Спенсер Джонсон (англ. Alexzandra Spencer "Alexz" Johnson; 4 листопада 1986) — канадська акторка, співачка, мкзикантка й авторка пісень. Відома ролями Джуд Гаррісон в серіалі «Наднова зірка», Енні Телен в диснеєвському серіалі «Чудеса.com» та Ерін Улмер у фільмі «Пункт призначення 3». Її дебютний альбом «Voodoo» вийшов 30 березня 2010 року.

## Життєпис
Алекс Джонсон народилася в Новому Вестмайнстері, Британській Колумбії, і виросла у сусідньому місті Коквітлам. Вона була шостою дитиною у сім'ї. Одна з її сестер працює акторкою, а її брат Брендан — музикант, з яким вона часто співпрацює.

## Фільмографія
| Рік       | Назва                                   | Роль                           | Примітки                     |
| --------- | --------------------------------------- | ------------------------------ | ---------------------------- |
| 2000-2001 | Чудеса.com                              | Annie Thelen                   | 26 епізодів                  |
| 2004      | The Chris Isaak Show                    | Jennifer                       | Епізод: «Taking Off»         |
| 2004      | Колекціонер людських душ                | Isabelle Van Sant              | Епізод: «The Ice Skater»     |
| 2004      | Тайна нерозкритих злочинів              | Deirdre Spence / Tricia Spence | Епізод: «Teen Angel»         |
| 2004      | Doc                                     | Ally                           | Епізод: «Till We Meet Again» |
| 2004-2008 | Наднова зірка                           | Jude Harrison                  | 52 епізоди                   |
| 2005      | Божевілля навколо маріхуани: Кіномюзикл | The Arc-ettes / Vocal Ensemble | ТВ-фільм                     |
| 2005      | Фалькон Біч                             | Beach girl                     | ТВ-фільм                     |
| 2005      | Цнотливість на продаж                   | Angel                          | ТВ-фільм                     |
| 2006      | Пункт призначення 3                     | Erin Ulmer                     |                              |
| 2007      | Щоденник диявола                        | Dominique                      | ТВ-фільм                     |
| 2009      | Таємниці Смолвіля                       | Imra Ardeen / Saturn Girl      | Епізод 8x11: «Legion»        |
| 2009      | Stranger with My Face                   | Laurie Stratton / Lia Abbot    | TV movie                     |
| 2011      | The Listener                            | Marissa «Hack Girl» Patterson  | Епізод: «Jericho»            |
| 2011      | Гейвен                                  | Maura Keegan                   | Епізод 2x5: «Roots»          |